# دوري الدرجة الأولى الروماني 1969–70
دوري الدرجة الأولى الروماني 1969–70 (بالرومانية: Divizia A 1969-1970)‏ هو الموسم 52 من  دوري الدرجة الأولى الروماني. أقيم خلال الفترة 16 أغسطس 1969 وحتى 22 يوليو 1970، وأشرف على تنظيمه اتحاد رومانيا لكرة القدم، وكان عدد الأندية المشاركة فيه  16، وفاز فيه يو تي أي أراد بعد أن لعب 30 مباراة وفاز بـ 18 منها.

## نتائج الموسم
| المركز | فريق          | لعب | ف  | ت | خ | له | عليه | ف.أ | نقاط | ملاحظة |
| ------ | ------------- | --- | -- | - | - | -- | ---- | --- | ---- | ------ |
| 1      | يو تي أي أراد | 30  | 18 | 3 | 9 | 54 | 42   | +12 |      |        |